# Оттетер, Жак
Жак Оттетер (фр. Jacques Martin Hotteterre le Romain; 29 сентября 1674, Париж — 16 июля 1763, Париж), по прозванию «Римлянин» — французский композитор и флейтист.

## Биография
Был одним из шести детей в семье Мартена Оттетера (фр. Martin Hotteterre; ок.1632-1712) и Мари Креспи (фр. Marie Crespy). Отец — потомственный придворный музыкант французских королей, играл на флейте и мюзете (аристократическая разновидность волынки), делал лютни, преподавал музыку и был композитором.
С раннего детства Жак Оттетер учился музыке и к 15-и годам играл на гобое, флейте, фаготе, блокфлейте, скрипке, клавесине и мюзете. Как и его отец, Оттетер стал членом придворного оркестра Королевских конюшен (фр. «Musique de la Grande Ecurie»), где с 1689 года играл на басовом гобое и басовой виоле. И так же, как и отец, он всю жизнь был придворным музыкантом королей Франции — Людовика XIV и Людовика XV. Около 1697 года стал первым в истории флейтистом, игравшим в оркестре Парижской оперы (открыта в 1669 г.).
Между 1705 и 1707 годами Оттетер начинает использовать артистический псевдоним Ле Ромэн (фр. «Le Romain»; рус. «Римский» или «Римлянин»), точное происхождение которого неизвестно. Возможно, оно появилось после того, как он с 1698 по 1700 жил в Риме, где служил домашним музыкантом любителя и знатока музыки принца Франческо Мария Русполи (итал. Francesco Maria Ruspoli; 1672 −1731). (В 1707—1709 гг. это место занимал Гендель). Однако прозвище «le Romain» могло возникнуть и оттого, что в музыке Оттетера было сильно влияние итальянских композиторов.
В 1708 отец дал ему 3000 ливров, чтобы выкупить должность Королевского гобоиста в оркестре Королевских конюшен. А 26 августа 1717 после отставки Королевского флейтиста Рене Пиньона Деското (фр. René Pignon Descoteaux; 1645-ок. 1725) за 6000 ливров Оттетер получил пожизненную должность — флейтист Королевского камерного ансамбля (фр. flûte de la Chambre du Roy или Joueur de Flûte de la musique de chambre).
31 марта 1728 Оттетер женился на представительнице другой известной семьи придворных музыкантов Элизабет-Женевьеве Шарпантье (фр. Elisabeth-Geneviève Charpentier). У этой пары было шесть детей. В 1747 старший сын Оттетера — Жан-Батист (1732—1770) занял место отца при королевском дворе.
В 1743 году Жак-Мартен Оттетер вошёл в список наиболее известных музыкантов Франции.

## Творческая деятельность
Жак-Мартен Оттетер был одним из ярчайших представителей блестящей плеяды выдающихся музыкантов и композиторов французского королевского двора XVII—XVIII-го веков, одним из наиболее известных музыкантов Франции.

Ещё при жизни Оттетера международную известность получили его учебники игры на флейте, блокфлейте, гобое и мюзете, которые не раз переиздавались и были переведены на многие языки. Среди них выделялись «Принципы поперечной или немецкой флейты» (фр. Les principles de la flûte traversière, ou Flute d’Allemagne 1707) — самый первый из изданных учебников для флейты, который также включает разделы для гобоя и блокфлейты. Здесь описаны постановка, амбушюр, штрихи и мелизмы, даны аппликатуры нот и трелей. С 1707 по 1765 книга выдержала несколько изданий. До настоящего времени она служит образцом для последующих методических работ по игре на флейте. Музыкальные критики отмечали, что:
 «Самоё имя автора ручается за превосходное качество книги. Этот выдающийся флейтист не будет скрывать секретов своего искусства».
Кроме того, Оттетер — автор учебника «Искусство прелюдирования на поперечной флейте» (фр. L’Art de préluder sur la flûte traversière, 1719), редкого исторического документа, в котором говорилось о необходимом в то время искусстве импровизации. В качестве стилистических примеров здесь были представлены прелюдии во всех тональностях.
Жак-Мартен Оттетер был талантливым композитором. Его первые изданные композиции были созданы под сильным влиянием Мишеля де Ля Барра, Люлли и Корелли, но в дальнейшем он сумел выработать собственный стиль. Оттетер написал две тетради сюит для флейты и бассо континуо (фр. Premier et deuxieme livres de piéces). Первая тетрадь, посвящённая королю Людовику XIV, вышла в 1708, вторая в 1715. Во втором сборнике впервые появились сюиты для флейты и баса. Также были выпущены тетрадь трио-сонат для двух флейт и баса, и три сюиты для двух флейт или других инструментов без сопровождения. То, что Оттетер считал возможным исполнение его флейтовой музыки на других инструментах, расширяло возможности коммерческого успеха изданий. Долгое время его музыка была забыта, но сейчас она вновь звучит в концертных программах. Все работы Оттетера были не просто учебниками и сборниками новых пьес, — они знаменовали рождение французской флейтовой школы, а сам Жак-Мартен стал её первым крупным представителем.
Как и многие из династии Оттетеров, Жак-Мартен много работал над усовершенствованием флейты. Он был великолепным мастером, разнообразные духовые инструменты его работы пользовались заслуженным успехом во Франции и других странах Европы.
Ему и другим членам семьи Оттетеров приписывают изобретение первого клапана на флейте, придание инструменту конической формы и разделение его на три части (первая — с лабиальным отверстием, вторая — с шестью дырочками для пальцев и третья — с клапаном ре-диез). По сути, именно Оттетеры и создали барочную флейту, радикально отличавшуюся от инструмента эпохи Возрождения. А свою музыку Жак Оттетер писал так, чтобы продемонстрировать лучшие качества инструмента.
Оттетер был весьма обеспеченным человеком. Он не раз получал наследство от своих многочисленных родственников, заключил чрезвычайно выгодный брак, а также зарабатывал хорошие деньги как придворный музыкант и популярный в аристократических кругах преподаватель. Его состояние включало несколько крупных зданий в Париже.
Одна из флейт работы Жака Оттетера хранится в музее музыкальных инструментов в Санкт-Петербургском Музее музыки в Шереметевском дворце. Впрочем, некоторые из современных исследователей флейты считают её лишь копией XIX века.